# Union pour la protection des oiseaux de Russie
L'Union pour la protection des oiseaux de Russie (Союз охраны птиц России, СОПР SOPR) est un organisme public environnemental russe, dont le but est de conserver la biodiversité, le nombre et l'habitat des oiseaux sauvages de Russie. Elle est présente par ses filiales dans 64 régions de la fédération de Russie, réunissant plus de 2 500 ornithologues professionnels et amateurs,. Les activités de l'organisation couvrent presque tout le territoire de la Russie. L'emblème de l'Union est le Courlis à bec grêle (esquisse d'Evgueni Koblik).

## Histoire
L'Union est fondée le 9 février 1993. La décision de créer l'Union a été prise lors de la réunion de fondation tenue au Grand Auditorium zoologique du musée zoologique de l'Université d'État de Moscou.
Les fondateurs de l'Union sont des ornithologues professionnels, des ornithologues amateurs, des employés de divers services environnementaux, ainsi que des militants écologistes de 25 institutions et organisations, dont des instituts de l'Académie russe des sciences, des réserves naturelles et des sociétés ornithologiques. Son premier président élu est l'ornithologue Vladimir Flint. Vladimir Galouchine lui succède, puis Viktor Zoubakine. Andreï Saltykov est élu en 2015.
L'Union est enregistrée le 7 mai 1993 au ministère de la Justice en qualité d'organisation panrégionale. En 1999, elle devient une organisation panrusse.
Elle publie à partir de 1995 un bulletin scientifique intitulé Le Monde des oiseaux (« Мир птиц »).
Entre 1995 et 2009, l'Union pour la protection des oiseaux de Russie entre dans un partenariat avec l'association BirdLife International et la représente sur le territoire de la fédération de Russie.

## Tâches
- implication des citoyens russes dans des activités actives pour la protection des oiseaux et de leurs habitats ;
- identification et protection des territoires et des plans d'eau importants pour les oiseaux ;
- collecte d'informations sur l'état des espèces d'oiseaux rares en Russie, identification des principaux facteurs qui affectent négativement le nombre d'espèces rares ;
- développement d'un système de mesures pour la protection des oiseaux et de leurs habitats ;
- éducation environnementale de la population, diffusion et promotion des connaissances sur les oiseaux de Russie ;
- développement de l'ornithologie pour les amateurs en Russie comme base sociale pour le déploiement d'un large éventail d'activités de protection des oiseaux.

## Activité
L'Union pour la protection des oiseaux développe des programmes et des projets environnementaux spéciaux, mène des actions pour protéger les oiseaux, organise des conférences et des séminaires de formation, publie des articles et des collections scientifiques, des bulletins d'information, des ouvrages de référence et des guides de terrain sur les oiseaux. L'Union est engagée dans le développement et la mise en œuvre de projets de conservation de certaines espèces d'oiseaux et de leurs habitats, ainsi que dans l'éducation du public. L'Union organise des concours, des expositions et d'autres événements panrusses et régionaux, dont l'objet principal est de traiter des oiseaux vivant en Russie. Une partie importante du travail de l'Union est un système d'actions de masse, qui comprend des actions populaires telles que l'« oiseau de l'année »,, la « journée printanière des oiseaux », les « Journées ornithologiques d'automne », « Nourrissez les oiseaux l'hiver », les « Soirées rossignol », etc.,.
Chaque année, l'Union effectue dans le cadre de la campagne « Cou gris » un dénombrement hivernal en Russie des oiseaux migrateurs,. À l'initiative de la branche de Simbirsk de la SOPR, des travaux actifs sont menés dans le cadre du programme « Oiseaux et lignes électriques », consacré aux problèmes de la mort des oiseaux à cause du courant électrique sur les lignes électriques aériennes. La SOPR soutient la tenue des Journées internationales d'observation des oiseaux en Russie, lancées par l'Association internationale pour la protection des oiseaux.
L'Union a fêté solennellement sont vingtième anniversaire et le résultat de ses travaux durant cette période, est la conférence scientifique et pratique panrusse Problèmes de la protection des oiseaux en Russie, qui s'est tenue les 7 et 8 février 2013 au musée Darwin,. Cette conférence a réuni 118 personnes de 29 régions russes ; une attention particulière a été accordée à la discussion d'une nouvelle liste d'espèces d'oiseaux rares pour la prochaine édition du Livre rouge de Russie. L'« oiseau de l'année » est  déclaré en 2017 comme étant la Mésange à tête brune.

## Financement
Les principales sources de financement de l'Union sont les cotisations, les dons volontaires et revenus ciblés pour la mise en œuvre de programmes spéciaux de protection des oiseaux et d'éducation environnementale en Russie.

## Programmes
- Programme « Zones importantes pour la conservation des oiseaux » (Ключевые орнитологические территории, КОТР) ;
- Programme « Oiseaux et lignes électriques » ;
- Programme « À la recherche des vanneaux dans les steppes du sud de la Russie » : clarification de l'état actuel des habitats de nidification du vanneau sociable sur le territoire de Russie;
- Programme d'étude de la biologie de la bécasse ;
- Programme « Kholzan » pour l'élevage et le lâcher d'oiseaux de proie ;
- Programme « Râle des genêts » : étude et protection des habitats les plus importants du râle des genêts en Russie européenne ;
- Programme « Étude et conservation du Pic-vert d'Europe moyenne » ;
- Programme « Soirées rossignol » : comptage des rossignols dans les villes russes ;
- Programme « Le printemps arrive ! »: observations phénologique de la Cigogne blanche, du Coucou gris, de l'Hirondelle rustique, du Guêpier d'Europe et du Martinet noir.